# Seven Days Walking
Seven Days Walking (Sette giorni di cammino) è un progetto musicale dell'artista italiano Ludovico Einaudi nato dal contratto discografico a livello mondiale siglato con Decca Records/Universal Music Group. Il progetto consiste in un insieme di 7 album pubblicati con cadenza mensile per sette mesi consecutivi dal 15 marzo 2019 (uscita del primo album) fino al 20 settembre 2019 (pubblicazione dell'ultimo album). Esso è il quattordicesimo lavoro in studio dell'artista italiano ed è stato registrato tra settembre e ottobre del 2018 tra lo Schloss Elmau in Germania e gli Air Studios di Londra.
L'opera è stata annunciata il 1 marzo 2019; lo stesso giorno è stato pubblicato il singolo Cold Wind Var. 1 proveniente dall'album Seven Days Walking (Day 1) con il rispettivo video musicale e il trailer della raccolta.
Il 5 aprile 2019 viene pubblicato il video ufficiale di Birdsong proveniente dall'album Seven Days Walking (Day 2).

## Descrizione
L'artista nel gennaio del 2018 frequentemente andava a camminare sulle Alpi facendo più o meno sempre lo stesso percorso. Egli viene ispirato proprio dalla visione della natura innevata in queste sue camminate in montagna poiché la neve porta ad una minimizzazione delle forme degli oggetti su cui si posa, lasciandolo così libero di viaggiare con la mente fuori da ogni schema. Einaudi stesso ha dichiarato:                                  
Il primo album si concentra su diversi temi principali, che poi si ripresentano in forme diverse negli album successivi: queste possono essere guardate come sette variazioni che seguono lo stesso itinerario immaginario o lo stesso itinerario ripercorso in sette modi o momenti differenti.

L'artista ha dichiarato: 
Negli album Einaudi è affiancato da Federico Mecozzi al violino e alla viola e Redi Hasa al violoncello.

## Album
Il progetto è composto da 7 album:
- Seven Days Walking (Day 1)
- Seven Days Walking (Day 2)
- Seven Days Walking (Day 3)
- Seven Days Walking (Day 4)
- Seven Days Walking (Day 5)
- Seven Days Walking (Day 6)
- Seven Days Walking (Day 7)